# Hullaryd
Hullaryd is een plaats in de gemeente Aneby in het landschap Småland en de provincie Jönköpings län in Zweden. De plaats heeft 144 inwoners (2005) en een oppervlakte van 38 hectare.